# Mécleuves
Mécleuves est une commune française située dans le département de la Moselle en région Grand Est.

## Géographie
La commune se trouve au sud-est de Metz. Elle est composée de Mécleuves et de ses écarts  Frontigny et Lanceumont. 

### Communes limitrophes
| Peltre      | Jury, Ars-Laquenexy | Laquenexy Courcelles-sur-Nied |
| Chesny Orny | Mécleuves           | Sorbey                        |
|             | Pontoy              |                               |

### Écarts et lieux-dits
- Frontigny

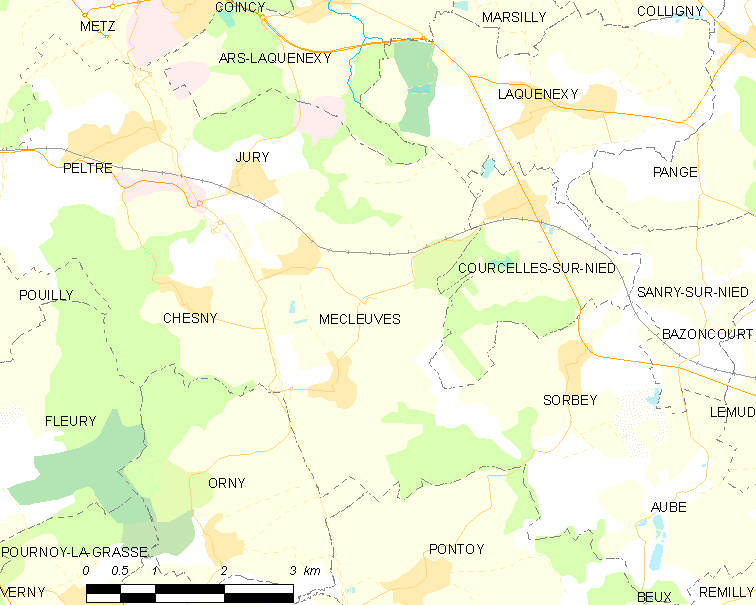
Carte de la commune.

- Lanceumont (sur la route entre le village et Courcelles-sur-Nied)

### Hydrographie
La commune est située dans le bassin versant du Rhin au sein du bassin Rhin-Meuse. Elle est drainée par le ruisseau de Champ le Bœuf, le ruisseau de Champel et le ruisseau de Corbon.

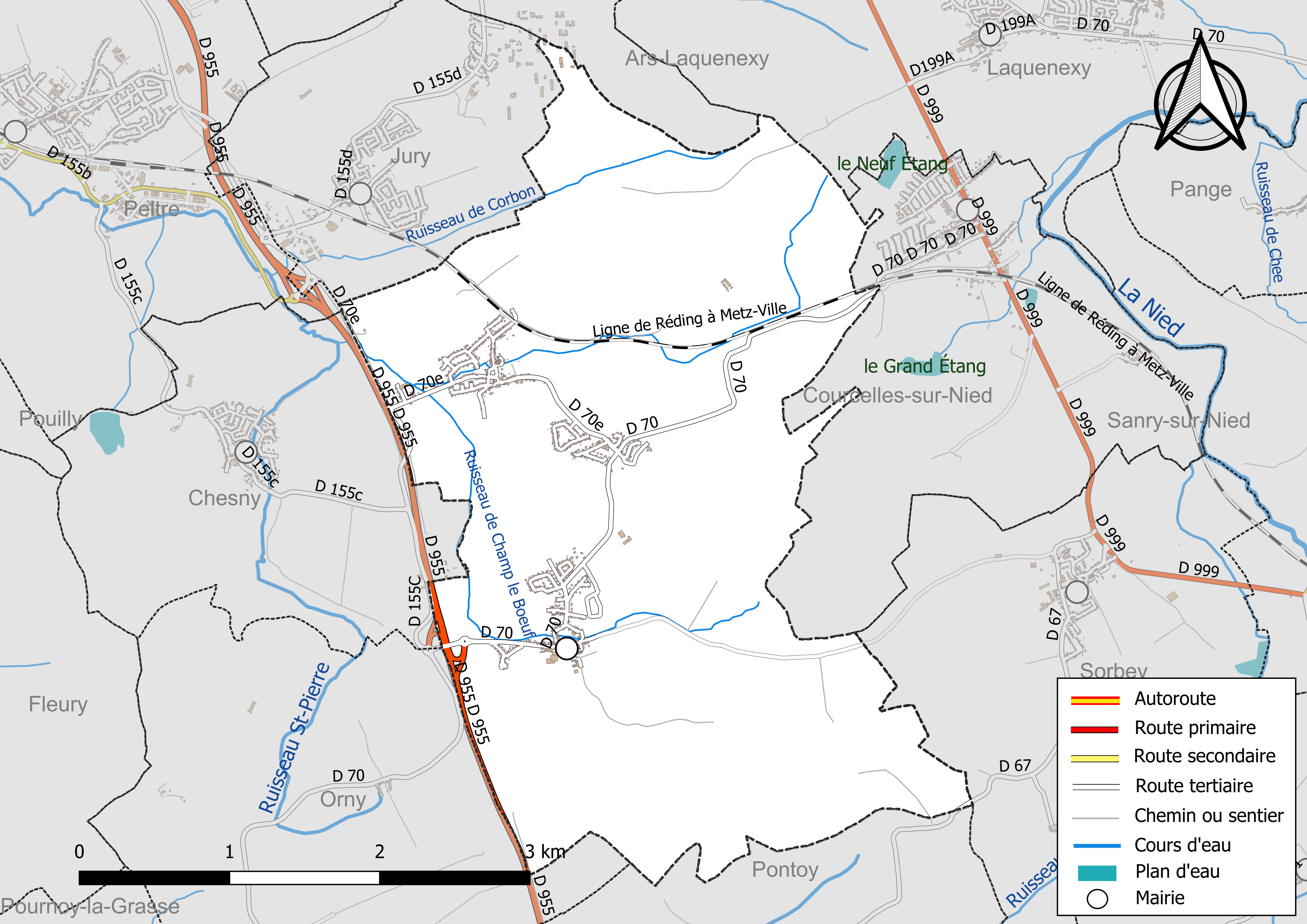
Réseaux hydrographique et routier de Mécleuves.

### Climat
Pour des articles plus généraux, voir Climat du Grand Est et Climat de la Moselle.
En 2010, le climat de la commune est de type climat des marges montargnardes, selon une étude du Centre national de la recherche scientifique s'appuyant sur une série de données couvrant la période 1971-2000. En 2020, Météo-France publie une typologie des climats de la France métropolitaine dans laquelle la commune est exposée à un climat semi-continental et est dans la région climatique  Lorraine, plateau de Langres, Morvan, caractérisée par un hiver rude (1,5 °C), des vents modérés et des brouillards fréquents en automne et hiver. 
Pour la période 1971-2000, la température annuelle moyenne est de 9,7 °C, avec une amplitude thermique annuelle de 16,7 °C. Le cumul annuel moyen de précipitations est de 759 mm, avec 11,6 jours de précipitations en janvier et 9,1 jours en juillet. Pour la période 1991-2020, la température moyenne annuelle observée sur la station météorologique de Météo-France la plus proche, « M.n.l. », sur la commune de Goin à 7 km à vol d'oiseau, est de 10,7 °C et le cumul annuel moyen de précipitations est de 678,8 mm. 
La température maximale relevée sur cette station est de 39,5 °C, atteinte le 24 juillet 2019 ; la température minimale est de −16,3 °C, atteinte le 2 janvier 1997,,. 
Les paramètres climatiques de la commune ont été estimés pour le milieu du siècle (2041-2070) selon différents scénarios d'émission de gaz à effet de serre à partir des nouvelles projections climatiques de référence DRIAS-2020. Ils sont consultables sur un site dédié publié par Météo-France en novembre 2022.

## Urbanisme

### Typologie
Au 1er janvier 2024, Mécleuves est catégorisée commune rurale à habitat dispersé, selon la nouvelle grille communale de densité à sept niveaux définie par l'Insee en 2022.
Elle est située hors unité urbaine. Par ailleurs la commune fait partie de l'aire d'attraction de Metz, dont elle est une commune de la couronne,. Cette aire, qui regroupe 245 communes, est catégorisée dans les aires de 200 000 à moins de 700 000 habitants,.

### Occupation des sols
L'occupation des sols de la commune, telle qu'elle ressort de la base de données européenne d’occupation biophysique des sols Corine Land Cover (CLC), est marquée par l'importance des territoires agricoles (78,4 % en 2018), une proportion sensiblement équivalente à celle de 1990 (78,1 %). La répartition détaillée en 2018 est la suivante : 
terres arables (70,5 %), forêts (13,6 %), prairies (7,9 %), zones urbanisées (4,6 %), milieux à végétation arbustive et/ou herbacée (3,2 %), zones industrielles ou commerciales et réseaux de communication (0,2 %). L'évolution de l’occupation des sols de la commune et de ses infrastructures peut être observée sur les différentes représentations cartographiques du territoire : la carte de Cassini (XVIIIe siècle), la carte d'état-major (1820-1866) et les cartes ou photos aériennes de l'IGN pour la période actuelle (1950 à aujourd'hui).

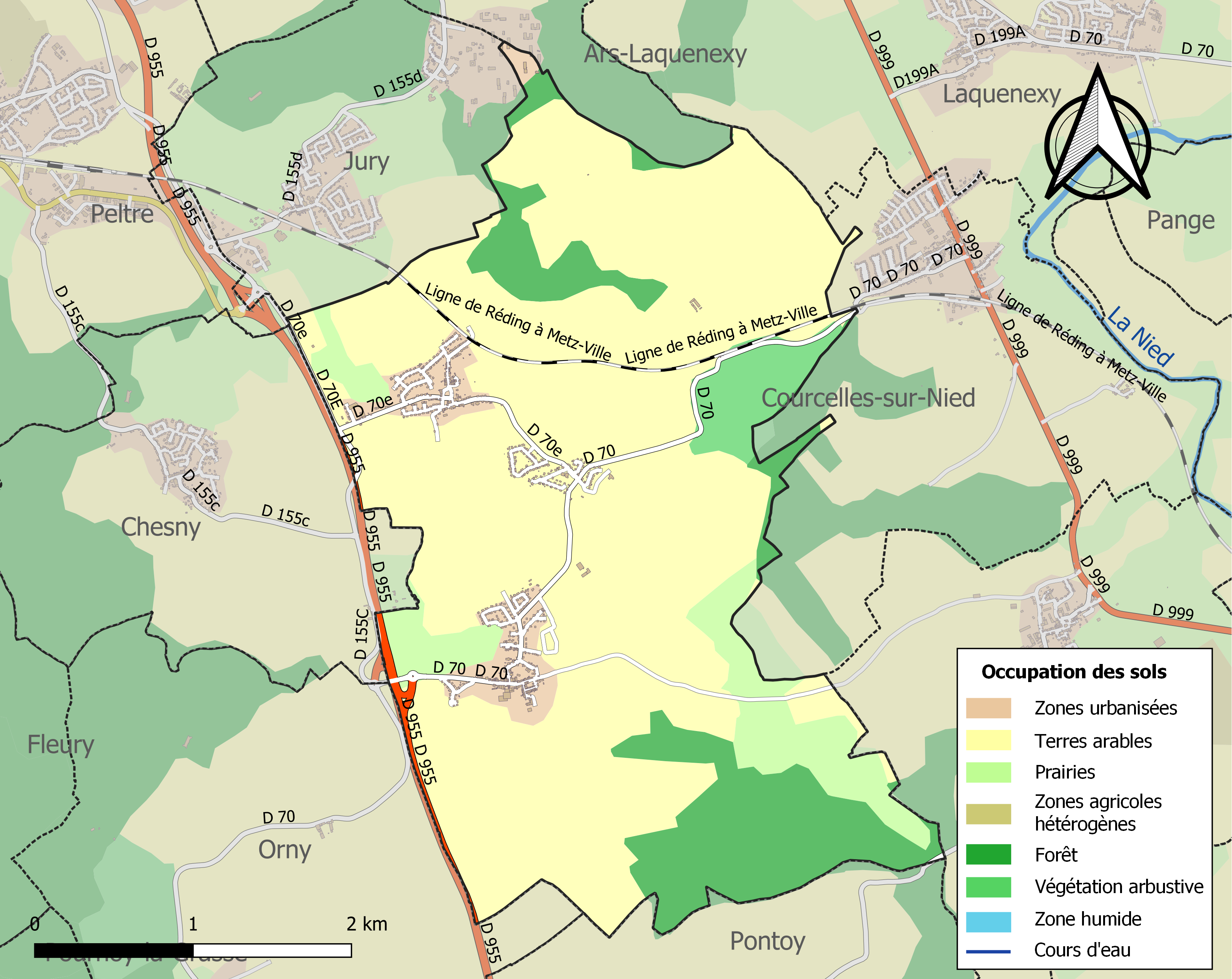
Carte des infrastructures et de l'occupation des sols de la commune en 2018 (CLC).

## Toponymie
Selon certains, le nom originel du village serait MARCLUVIUS VILLA (propriété de Marcus). Pour d'autres, l'origine viendrait du vieux français MAAR signifiant étang et du latin CLIVUS, lieu de pente.
- Marcluvia (XIIe siècle) ; Macleve (1128) ; Maicleve (1137) ; Moesclive (1307) ; Mascluve (XVe siècle) ; Mesclive (1404) ; Mesclives (1493) ; Mescluves (1470) ; Mescleiuve (XVIe siècle) ; Mescluve (1529) ; Mesclaives, Mesclevia, Mescluives (1544) ; Mesleuve (XVIIe siècle) ; Moscleuve (XVIIe siècle) ; Mescleuve-en-Saunoy (1756)[13].
- Mekleven (1915–1918), Klöwern (1940–1944).
- En lorrain : Mékieuf[13].

## Histoire
Mécleuves fut un fief de justice haute, moyenne et base mouvant du roi de France et appartenant au chapitre de la cathédrale de Metz. Elle faisait partie autrefois des Trois-évêchés, bailliage et coutume de Metz. Mécleuves a fait partie du canton de Goin en 1720 puis à celui de Solgne sous l'organisation de l'an III, enfin depuis 1802, dans celui de Verny.
Avant la fusion, Frontigny était un fief mouvant du roi de France, appartenant au chapitre de la cathédrale de Metz. La proximité de la voie romaine Metz-Strasbourg via Delme rendit le site de Mécleuves accessible depuis fort longtemps et de nombreux vestiges gallo-romains disséminés sur l'ensemble du ban communal fut découverts. Le plus important fut mis au jour en 1957 au lieu-dit la Chassenotte. Mesurant 170 sur 100 mètres, c'était une résidence de maître partiellement calcinée. Souvenir d'un passé mouvementé et violent. Le Moyen Âge ne fut pas une période de tout repos. La situation privilégiée de Mécleuves (12 km de Metz) avait aussi ses inconvénients. Principales dates :
- 1430 : le duc de Lorraine passe dans la région et détruit toutes les récoltes ;
- 1482 : le duc de Créhange met Mécleuves à feu et à sang ;
- 1490 : le duc de Lorraine détruit la place forte du lieu-dit aujourd'hui disparu de CAMA ;
- 1492 : La Horgne est réduite en cendres par un dénommé Blaise. Le 1er août 1492, "Blaise boutit le feu à Mescluve et fut tout brulée" (Jacomin Husson) ;
- XVIe et XVIIe siècles : sorcellerie, famine, peste, ravages de la guerre… avec la guerre de Trente Ans qui a été la plus cruelle et meurtrière de toutes. Proche de l'actuel lotissement du Lanceumont, une fosse commune avait été creusée pour y ensevelir les personnes décédées de mort suspecte (épidémie) ;
- jusqu'en 1789 : hégémonie de l'église : Mécleuves dépendait de l'autorité temporelle de l'évêque qui ne manquait par de prélever diverses impositions en nature et en espèces : la dîme, le droit de banvin, la part sur les gros fruits, le cens, les redevances partériennes. Une table de pierre érigée à l'entrée de la rue du Mont servait de lieu de perception ;
- 1811, le 28 décembre, par décret impérial, la commune de Frontigny est rattachée à celle de Mécleuves pour cause de mauvaise gestion ;
- 1814 : village envahi par un régiment de cosaques ;
- 1826 : deux sœurs de la maternité de Metz fondent un établissement de charité à Frontigny ;
- 1828 : le roi Charles X venant de Metz, s'arrête au cheval rouge alors relais de la poste pour y changer son attelage. L'abbé Renault le salua et le roi lui remit 5 pièces de 20 francs pour ses pauvres ;
- 1852 : le 15 novembre : inauguration du chemin de fer et de la ligne Metz-Sarrebruck, très fréquentée. C'est aussi la fin des diligences et des « postes-relais » (Cheval brun à la ferme d'Alger, cheval rouge à la Horgne, cheval blanc près de solgne.). L'ère nouvelle de la mécanisation et de l'industrie débute ;
- 8 décembre 1857 : bénédiction de la nouvelle église, 15 prêtres officient autour de l'autel ;
- 1928 : début de l'électrification du village. Délibérément, Mécleuves prend le chemin de la modernité ;
- 1970 : mise en place des installations d'assainissement liées à la construction de la plupart des lotissements et du groupe scolaire au Lanceumont. La population passe de 243 à 1 073 habitants faisant d'elle la 3e commune du canton ;
- 1990 : elle se dote d'une nouvelle mairie et d'une salle polyvalente (FSE);
- 2000 : création d'une bibliothèque municipale ;
- 2014 ; la communauté d’agglomération de Metz Métropole a fusionné avec la communauté de communes du Val Saint-Pierre (4 communes : Chesny, Jury, Mécleuves et Peltre)
- 2018 : création de Mecleuves, terre de blues festival international de blues ;
- 2019 ; création du clos du lavoir, lotissement de 27 habitations et  de Mecleuves en scène festival de ne;
- 2023 : étude d'aménagement et travaux de VRD d'un lotissement de 8 habitations;

Concernant le nom des habitants :
il n'y a pas si longtemps, les habitants de Mécleuves étaient appelés (ou plutôt qualifiés) de « Biancs bastons ». cela fait référence au bâton blanc, attribut de la sorcellerie le plus puissant. Il était d'une essence très dure, percé de bout en bout et contenait une tige d'acier magnétisée. Il n'était ni peint, ni sculpté mais blanc, sauf en ces deux extrémités teinté de rouge et de bleu. La raison en est que ce paisible village avait la réputation d'héberger des personnes s'adonnant à la magie noire. Le plus souvent, elles puisaient leur savoir occulte dans de vieux grimoires vendus sous le manteau par des colporteurs venus la plupart du temps de Belgique.
Les habitants de Mecleuves s'appellent les "Mélantigniens", nom choisi par les élèves  de l'école primaire.
Frontigny qui faisait partie du canton de Pange est réuni à Mécleuves par décret du 28 décembre 1811.
- De 1790 à 2015, Mécleuves était une commune de l'ex-canton de Verny.

## Politique et administration
| Période | Période  | Identité             | Étiquette | Qualité                                                                                         |
| ------- | -------- | -------------------- | --------- | ----------------------------------------------------------------------------------------------- |
| 1980    | 1995     | Charles-Etienne Rémy |           |                                                                                                 |
| 1995    | 1997     | Pierre François      |           | créateur et président de communauté de communes du Val Saint-Pierre                             |
| 1997    | 2020     | Michel Tournaire     |           | président de la communauté de communes du Val Saint-Pierre                                      |
| 2020    | En cours | Philippe Manzano     |           | Conseiller délégué à l'animation et la diffusion culturelle sur le territoire de Metz Métropole |

## Démographie
L'évolution du nombre d'habitants est connue à travers les recensements de la population effectués dans la commune depuis 1793. Pour les communes de moins de 10 000 habitants, une enquête de recensement portant sur toute la population est réalisée tous les cinq ans, les populations de référence des années intermédiaires étant quant à elles estimées par interpolation ou extrapolation. Pour la commune, le premier recensement exhaustif entrant dans le cadre du nouveau dispositif a été réalisé en 2008.

En 2022, la commune comptait 1 201 habitants, en évolution de +3,18 % par rapport à 2016 (Moselle : +0,52 %, France hors Mayotte : +2,11 %).
| 1793 | 1800 | 1806 | 1821 | 1836 | 1841 | 1861 | 1866 | 1871 |
| ---- | ---- | ---- | ---- | ---- | ---- | ---- | ---- | ---- |
| 217  | 263  | 270  | 385  | 500  | 498  | 480  | 476  | 423  |

| 1875 | 1880 | 1885 | 1890 | 1895 | 1900 | 1905 | 1910 | 1921 |
| ---- | ---- | ---- | ---- | ---- | ---- | ---- | ---- | ---- |
| 422  | 429  | 404  | 394  | 385  | 377  | 383  | 362  | 291  |

| 1926 | 1931 | 1936 | 1946 | 1954 | 1962 | 1968 | 1975 | 1982  |
| ---- | ---- | ---- | ---- | ---- | ---- | ---- | ---- | ----- |
| 287  | 257  | 279  | 235  | 245  | 244  | 280  | 553  | 1 029 |

| 1990  | 1999  | 2006  | 2008  | 2013  | 2018  | 2022  | - | - |
| ----- | ----- | ----- | ----- | ----- | ----- | ----- | - | - |
| 1 073 | 1 011 | 1 138 | 1 174 | 1 174 | 1 148 | 1 201 | - | - |

La population légale millésimée 2020 au 1ᵉʳ janvier 2023 est de 1 212 habitants.

## Culture locale et patrimoine

### Culture et Sport

#### MJC Frontigny-Mecleuves
L'association crée en 1974 compte environ 400 adhérents, elle propose de nombreuses activités sportives et culturelles, elle organise également de nombreuses manifestations telles que:
- "La ronde val St Pierre" en février, course sur route de 13 km (500 coureurs)
- "Mecleuves en scène" en mars, festival de théâtre sur 3 jours (une dizaine de compagnies, 100 à 200 spectateurs par représentation.
- "Mecleuves, terre de blues" en septembre, festival international de Blues sur 2 jours (une dizaine de formations -3 500 festivaliers).https://www.mtb-mecleuves-terre-de-blues.com/ et https://www.youtube.com/results?search_query=mecleuves+terre+de+blues

### Lieux et monuments
- Passage d'une voie romaine ; vestiges d'une villa (vases, céramiques).

#### Édifice religieux
Église classée Notre-Dame-de-la-Nativité agrandie 1856 : chœur XVe siècle, oculus, fonts baptismaux XVe siècle ; bas-relief roman XIIe siècle.
L'église de Mécleuves est dédiée à la vierge Marie, dans le mystère de la nativité. Cette fête est célébrée depuis le VIIe siècle le 8 septembre. En 1018, le comté de Metz fut donné au chapitre de la cathédrale de Metz par l'empereur Henri II alors que son beau-frère Thierry II de Luxembourg en était l'évêque.
 En toute vraisemblance, ce n'est qu'à partir de cette date qu'il fut projeté d'ériger une église dans la paroisse et que le clergé séculier vint prendre le relais des moines évangélisateurs.
 De cette primitive église, érigée au même endroit que l'édifice actuel, il ne subsiste rien sinon un diptyque de pierre sculpté de style roman enchâssé dans le mur gauche de l'église actuelle. Ce diptyque nous permet de dater sa construction vers la fin du XIe siècle.
 De la seconde église de style gothique flamboyant, réalisée entre 1440 et 1470, ne subsiste que le chœur. Le restant de cet édifice fut démoli en 1856 pour raison de vétusté.
 De nombreuses similitudes existent entre cette seconde église avec l'église de Fèves et la chapelle de Rabas (commune de Saint-Hubert), également dédiées à la Vierge Marie.
 En 1857, la majeure partie de l'église est refaite, surtout la nef. La bénédiction a lieu le 8 décembre de la même année.
 En août 1917, les autorités allemandes confisquent deux cloches : la grosse et la moyenne.
 En 1940, lors de la débâcle, le toit du clocher est abattu puis reconstruit.
 En 1944, lors de l'avance américaine, il est de nouveau abattu, les cloches détruites. Elles seront remplacées le 14 novembre 1954.
 En 1976, l'église fait peau neuve. Le chœur est rénové, des vitraux et des nouveaux bancs sont posés. Lors des travaux de soubassement, une quantité impressionnante d'ossements humains sont trouvés.

### Héraldique
| Blason de Mécleuves | Blason  | Parti: au 1er de gueules au dextrochère de carnation, vêtu d'azur, mouvant d'une nuée d'argent, tenant une épée du même garnie d'or et accostée de deux cailloux d'or, au 2e d'azur au lion d'or accompagné de trois étoiles du même rangées en chef et à trois fasces de gueules brochantes. |
| Blason de Mécleuves | Détails | Le statut officiel du blason reste à déterminer. |